# Billbergia porteana
Billbergia porteana là một loài thực vật có hoa trong họ Bromeliaceae. Loài này được Brongn. ex Beer mô tả khoa học đầu tiên năm 1856.

## Hình ảnh

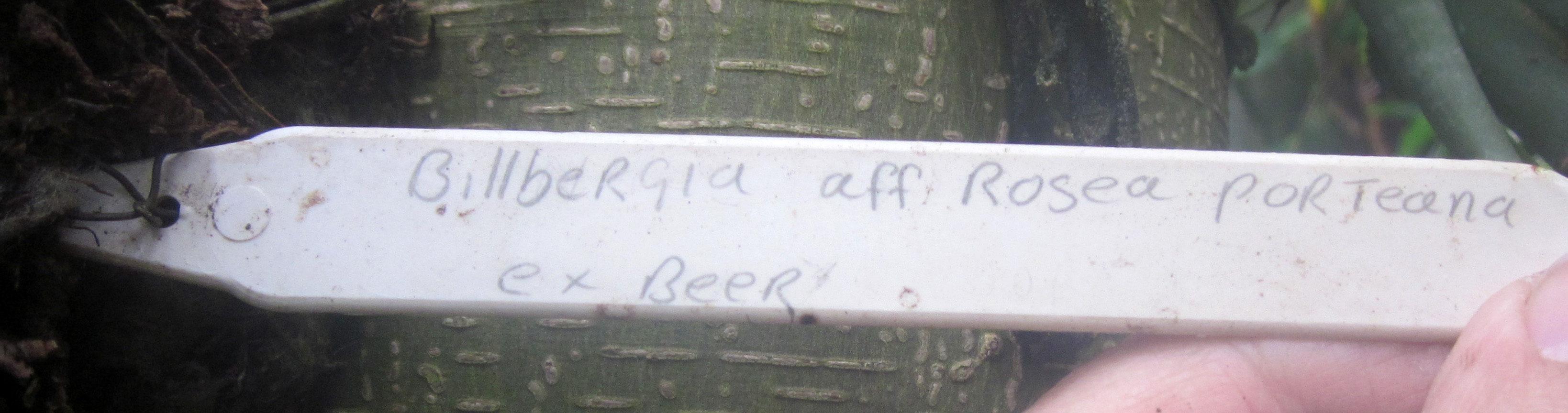
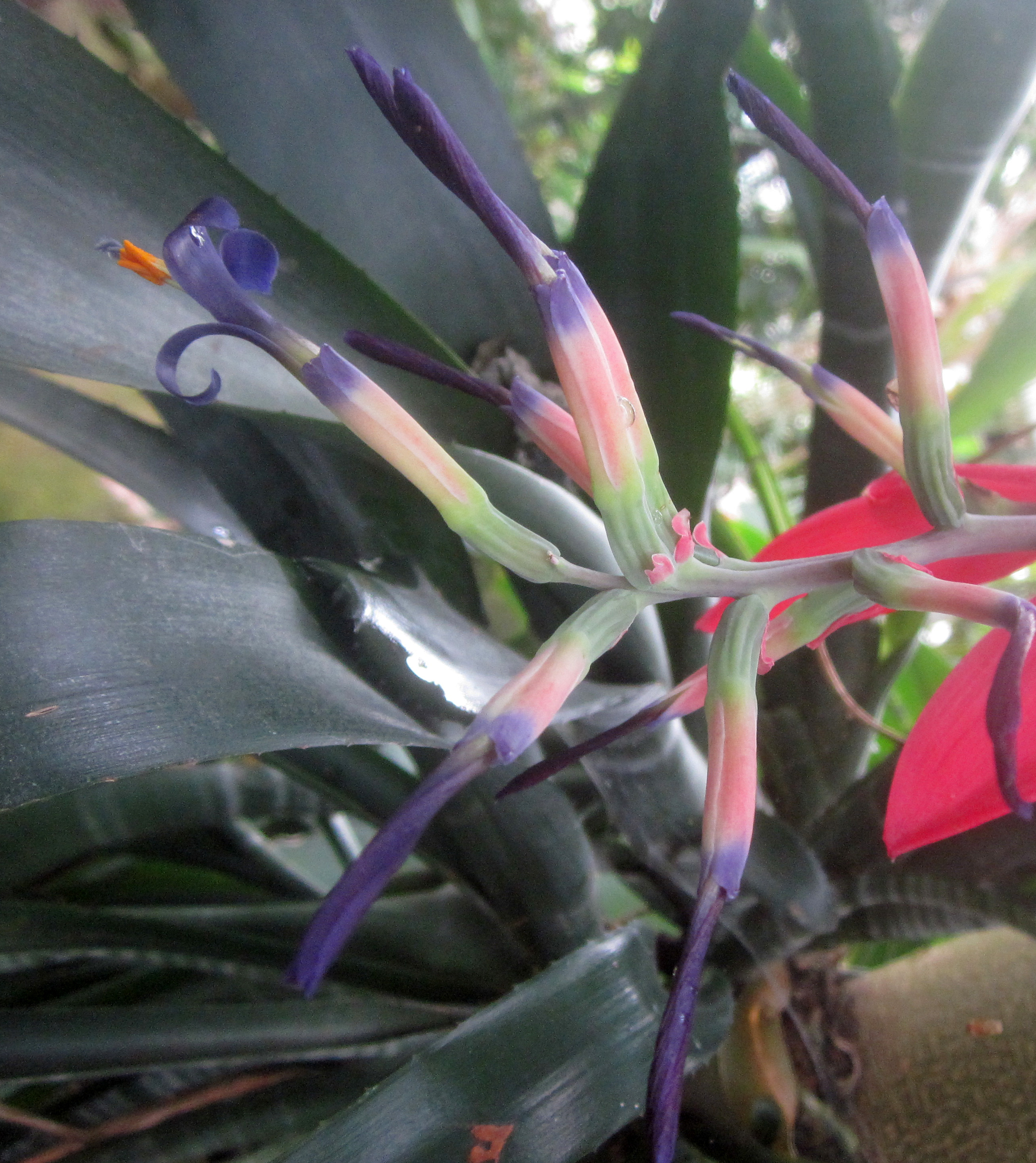